# Love of My Life
"Love of My Life" é uma canção do quarto álbum de estúdio, A Night at the Opera, lançado em 1975 pela banda de rock britânica Queen. A música foi escrita por Freddie Mercury em homenagem a Mary Austin, com quem teve um longo relacionamento no início dos anos 70 e que manteve uma forte amizade até a sua morte, em 1991. Uma versão ao vivo, incluída no álbum Live Killers, lançado em 1979, alcançou o primeiro lugar na Argentina e no Brasil. Esta canção foi desde o seu lançamento, a favorita do público quando Queen a tocava nos concertos.
A música foi requerida para ser tocada pelo primeiro astronauta israelense Ilan Ramon. Depois de tocada, ele disse a seguinte mensagem a sua esposa "Um especial bom dia a minha esposa, Rona, o amor da minha vida (Love of my life)." A música foi tocada enquanto ele estava no espaço. Ramon estava na espaçonave Columbia e acabou falecendo durante a reentrada da espaçonave na atmosfera terrestre em 2003. A espaçonave se desintegrou na ocasião.

## Paradas
| País        | Posição (1979) |
| ----------- | -------------- |
| Argentina   | 1              |
| Brasil      | 1              |
| Reino Unido | 63             |